# 高円寺女子サッカー
『高円寺女子サッカー』（こうえんじじょしサッカー）は2006年4月13日発売のスターフィッシュ制作のPlayStation 2用ドラマチックスポ根美少女ゲーム。
2012年5月9日には『ある青春の物語 高円寺女子サッカー』（あるせいしゅんのものがたり こうえんじじょしサッカー）のタイトルでニンテンドーDSiウェア版が配信開始。2013年6月19日にはPS2版がゲームアーカイブスで配信開始された。

## 概要
本作はサッカーを題材としているが、アクション要素はない。選択肢によってストーリー展開を決定するオーソドックスなアドベンチャーゲームである。
ゲームはタイトル→本編→次回予告、というテレビドラマのような流れで進行する。内容はそれぞれ3年生編と1・2年生編の2つに大別され、各話の終了時に次回どちらになるのかを選択する。
サッカーの試合時は通常と異なる画面構成になり、プレイヤーの選手へのアドバイスによって結果が決まる。

## ストーリー
主人公・茂江流斗志は、体育教師として東京・高円寺にあるお嬢様学校高円寺女子学園に赴任した。学生時代にはサッカー一筋だった彼は、この学園に女子サッカー部が新設されると聞いて奮い立つ。
しかしサッカーを校風にふさわしくないとして問題視する教頭の妨害や、個性豊かな部員たちが引き起こす騒動が茂江流を悩ませる。彼は熱血指導で女子サッカー部を全国制覇に導くことができるのだろうか。

## 登場人物

### 高円寺女子学園
茂江流 斗志（もえる とうし）
新任体育教師。常に赤ジャージ姿。一本気で熱血な性格。学生時代は優秀なサッカー選手だったが、故障が原因で選手生命を絶たれた過去を持つ。
熱姫 美紗緒（あつき みさお）
声：床井聖子
3年生 / フォワード（FW） / 背番号「3000」。高円寺情熱商店街の中華料理店「少林軒」の娘で、よく出前を手伝っている。いつも前向きで明るい性格。
拳法を得意とするためキック力は強いが、ボールのコントロールは苦手。
必殺技は一直線に突き刺さるシュート白虎と、弧を描いて飛ぶ朱雀。
難波 花梨（なんば かりん）
声：皆川典子
3年生 / ミッドフィールダー（MF） / 背番号「720」。双子姉妹の姉。わがままで勝気な性格。3歳まで大阪に住んでいたため大阪弁でしゃべる。
ゴルフが得意だがクラブには入っておらず、個人練習のみでトーナメントに出場している。
必殺技はロングショットスライスと、妹とのパスを高速で連続させるミラクルツインパス。
難波 月乃（なんば つきの）
声：松井舞
3年生 / ディフェンダー（DF） / 背番号「79」。双子姉妹の妹。泣き虫で消極的な性格。普段は標準語で、怒ったときのみ関西弁が飛び出す。
当初は卓球に力を注いでおり、サッカー部には花梨の応援として顔を出すだけだったが、やがて自らも入部する。
必殺技は強烈な回転を加えて容易にキャッチさせないスピンカットパスと、姉とのコンビネーション技ミラクルツインパス。
二階堂 望（にかいどう のぞみ）
声：宮本真利
3年生 / ゴールキーパー（GK） / 背番号「110」。学園の風紀委員にしてバレーボール部のキャプテン。優等生として慕われているが、小学校時代に仲のよかった美紗緒や花梨との間には溝ができている。
内心ではいい子を演じ続けることに疲れており、時おり大胆な行動に出ることがある。本人いわく「旦那様を尻に敷く性格」。
必殺技はバレーの動きを活かした回転レシーブと、防御から攻撃につなぐワンツー、カウンターアタック。
来須 魅那美（くるす みなみ）
声：尾崎麗奈
1年生（留年のため） / DF / 背番号「魔」。レディース「魔覇羅邪」の初代特攻隊長。短気で喧嘩っ早いが、情には厚い。
必殺技はスライディングで相手を止める仏恥義理（ぶっちぎり）ゼロヨンタックル!と、頭突きでボールをはじく鬼魔愚零（きまぐれ）チョーパンブロック。
音無 夕希（おとなし ゆうき）
声：永田依子
2年生 / FW / 背番号「Vo」。インディーズバンド「Squaddy」のボーカル。音楽活動に限界を感じ始めた仲間に「才能とは努力し続けること、誰にでもできること」であると証明するため、経験のないサッカー部に入部してみせる。
必殺技は、トラップせずにパスの軌道を変えるオーバードライブ・イフェクターと、圧倒的な声量で相手を吹き飛ばすウインドスクリーン。
水尾 瀬里菜（みずお せりな）
声：岡崎玲佳
2年生 / MF / 背番号「?」。美術部所属で、実物と見まがうほどの「超写実画」を苦もなく描くほど技量が高い。一人称は「俺」。小文字のあ行で表記される独特のアクセントでしゃべり、口癖は「間違ぃなぃ!」。
周囲で行われるいじめに同調しなかったので、彼女自身がいじめの標的になってしまい登校拒否になった。動物好きでイヌを飼っている。
必殺技は、自らが倒れこむと同時にヒールでボールを跳ね上げて相手の視界から消えるシュルレァ・リフトと、針金芸術の軌跡をなぞった動きで幻惑するモビール・キネティクス。
速水 静香（はやみ しずか）
声：川床由美
23歳。茶道部顧問。高校時代は茂江流の恋人だったが、サッカーにのめり込む彼に別れを切り出した経緯がある。その後、茂江流は負傷のせいで留年したので社会人としては静香は1年先輩に当たる。
茂江流に対して厳しくふるまうが内心ではいまだに想っており、ときどき女子生徒と張り合おうとしてしまう。
教頭
サッカー部を敵視し、何かと難癖をつけては廃部に追い込もうとする中盤までの最大の敵。しかしそれには彼なりの思惑があったことを、後に茂江流は知ることになる。

### 他校の女子サッカー選手
鬼澤 麗華（きざわ れいか）
声：平野佳奈
王道学園のMF。高飛車なお嬢様で、財産にまかせて学園に全国各地から一流選手を集めている。しかしこれは成金趣味ではなく、将来のサッカー界を導く存在となるという志のためである。
茂江流のこともコーチとしてスカウトしようとしたが断られ、それでもあきらめきれずにいる。
必殺技はバラの花が舞うゴールデン・ローゼンクロイツ。
鬼澤 日向（きざわ ひなた）
声：平野佳奈
渋谷ダリーナ女子のMF。麗華の妹。姉への反発からコギャルのように振る舞っているが、本当は思いやりのある優しい子。不埒な男はテコンドーの足技で蹴散らす。
必殺技もテコンドーを利用したハイキック、ティチャギショット。
真理亜=シャルロット=ポワロ（まりあ・シャルロット・ポワロ）
声：宮本真利
秋葉大付属のGK。愛称はシャルポワ。IQ300という天才で、相手のデータを分析することで行動を予測し、必殺シュートもバックハンドキャッチで受け止めてしまう。
日本の伝統文化として（だまされて）教えられたアキバ系の文化を愛好する。
氷堂 未来（ひょうどう みき）
声：皆川典子
大雪山のFW。フィギュアスケート界のアイドルだったが、麗華に誘われてサッカー界に身を投じた。礼儀正しく気立てはよいが、極度の方向音痴。いつもは標準語で話しているが、ときおり北海道弁が出てしまい、その度にあわててごまかそうとする。
必殺技は回転キックのアクセルショット。

### 高円寺の住人
和尚
茂江流が下宿している剛炎寺の住職。仏僧でありながら女の子に目がない。
熱姫 地志雄（あつき ちしお）
中華料理店「少林軒」店長にして情熱商店街会長。美紗緒の祖父でもある。熱い性格。
ブル
パルック商店街の古着屋「Big Magic」店長。いつも青いジャージ姿。「師曰く」で始まる予言めいたしゃべり方をする。本名は鈴木蒼樹。
白発人（ハク ハット）
パルック商店街のライブハウス「2VOLT」店長。通称「ハーク」。若作りしてラップ調でしゃべる。
百済 名井土（クダラ ナイト）
自称探偵のうさんくさい男。神出鬼没で、探してもなかなか見つからない。実は石油王の息子だった。
警官
高圧的な態度をとる若き警察官。職務と関係ないところでは、女の子の弱みに付け込んで交際しようとする卑怯な面も。実は望の兄である。
焼き鳥屋
一見したところでは仕事に熱心な人物。だが後に焼き鳥よりもお笑いが好きだと判明する。

## スタッフ
- 企画：リリカルしおり
- シナリオ：ガム猫、太田ぐいや
- キャラクターデザイン：森沢晴行
- 主題歌：高円寺でみつけたの
  - 作詞：リリカルしおり、作・編曲：益子重徳 / 歌：二瓶彩子

## ラジオ番組
2014年10月6日から2015年6月29日まで月曜22時30分にアール・エフ・ラジオ日本にて同名のラジオ番組が放送されている。「高円寺女子サッカー3」の声優11人によるアイドルユニット「KGF★11」始動に向けた候補生たちの奮闘をメインにしたバラエティで、金月真美がパーソナリティーを務める。
| アール・エフ・ラジオ日本 月曜22:30-45            | アール・エフ・ラジオ日本 月曜22:30-45 | アール・エフ・ラジオ日本 月曜22:30-45 |
| 前番組                                           | 番組名                                | 次番組                                |
| ------------------------------------------------ | ------------------------------------- | ------------------------------------- |
| 原めぐみ&塩塚博のミラクルショット ※24:30に異動。 | 高円寺女子サッカー                    | 黒川泰子のエレガントナイト            |